# Los espabilados
Los espabilados és una sèrie espanyola de drama escrita per Albert Espinosa i dirigida per Roger Gual per a Movistar+. Està basada en la novel·la El que et diré quan et torni a veure, també d'Espinosa, i protagonitzada per Álvaro Requena, Marco Sanz, Sara Manzano, Aitor Valadés i Héctor Pérez, juntament amb Miki Esparbé, Àlex Brendemühl i Marta Torné. La història se centra en cinc amics que busquen el germà d'un mentre són perseguits pel centre psiquiàtric del qual s'han escapat. La sèrie es va estrenar el 29 de gener de 2021.

## Trama
En Mickey L'Angelo (Álvaro Requena), en Yeray (Marco Sanz), La Guada (Sara Manzano), en Samuel (Aitor Valadés) i en Lucas (Héctor Pérez) són cinc joves especials que s'escapen d'un centre psiquiàtric a la recerca del seu lloc al món. Tot i els seus diagnòstics clínics, els cinc amics s'enfronten a la vida amb humor i valentia perquè al seu interior tenen clar que és la societat la que està malalta; no ells.
Els nois emprendran un viatge per Europa per trobar el germà d'un d'ells, mentre es van enfrontant als estats mèdics diaris. En aquesta sèrie es narraran les seves aventures i la cerca per l'acceptació mentre treuen el màxim partit a les seves vides. Tot i que els xavals pateixen malalties mentals, per sobre de tot són uns "espavilats" i ho demostraran en cadascun dels episodis.

## Repartiment

### Repartiment principal
- Álvaro Requena com a Mickey L'Angelo
- Marco Sanz com a Yeray
- Sara Manzano com a Guada
- Aitor Valadés com a Samuel
- Héctor Pérez com a Lucas
- Miki Esparbé com a Izan

### Repartiment secundari
- Àlex Brendemühl com el doctor Del Álamo (Episodi 1 - Episodi 3)
- Bruno Sevilla com el doctor Sánchez (Episodi 1 - Episodi 3; Episodi 7)
- Marc Solé com a Nicolás (Episodi 1 - Episodi 2; Episodi 7)
- Clara de Ramon com a Esther (Episodi 1)
- Juan Margallo (Episodi 2; Episodi 4; Episodi 7)
- Marc Rodríguez (Episodi 2)
- Àngela Jove com l'àvia (Episodi 3)
- Andreu Benito (Episodi 3)
- Noah Manni com el germà de l'Izan (Episodi 4; Episodi 7)
- Hanna Schygulla com a Malena (Episodi 5 - Episodi 7)
- Rym Gallardo com a Twist (Episodi 5 - Episodi 7)
- Marta Torné com a Elsa (Episodi 7)
- Daniel Sicart com a David (Episodi 7)

## Capítols
| Núm. | Títol                                                           | Direcció   | Guió            | Data d'estrena original |
| --- | --------------------------------------------------------------- | ---------- | --------------- | ----------------------- |
| 1 | «Ama tu caos»                                                   | Roger Gual | Albert Espinosa | 29 de gener de 2021     |
| En Mickey L'Angelo, en Samuel i la Guada són un grup de joves reclosos en un hospital psiquiàtric controlats per les normes, medicaments i teràpies del Dr. Del Álamo. En Yeray és nou i la seva trobada amb el doctor farà que els nois puguin escapar-se. |                                                                 |            |                 |                         |
| 2 | «Busca menos y déjate encontrar más»                            | Roger Gual | Albert Espinosa | 29 de gener de 2021     |
| Els espavilats aconsegueixen embarcar al ferri cap a Barcelona mentre a l'hospital els busquen desesperadament. El doctor Del Álamo recorre a l'Izan, un especialista, i aquest demana ajuda a en Lucas, un dels nois que roman a l'hospital.               |                                                                 |            |                 |                         |
| 3 | «La vida siempre te golpea pero nunca te noquea»                | Roger Gual | Albert Espinosa | 29 de gener de 2021     |
| En Mickey decideix viatjar fins a Ischia, on hi ha el seu germà. La Guada i en Sam ho accepten amb condicions i en Yeray prefereix anar pel seu compte, però la seva rivalitat amb en Mickey el fa quedar una mica més.                                     |                                                                 |            |                 |                         |
| 4 | «La luz atrae a los lobos»                                      | Roger Gual | Albert Espinosa | 5 de febrer de 2021     |
| En Sam convenç en Mickey de fer una parada a casa per visitar el seu gos, en Darko, i proveir-se de subministraments. Allí gaudeixen d'un moment de llibertat mentre l'Izan continua la cerca acompanyat d'en Lucas, que demostra ser un nen molt especial. |                                                                 |            |                 |                         |
| 5 | «Devuelve puñaladas con sonrisas»                               | Roger Gual | Albert Espinosa | 5 de febrer de 2021     |
| Els nois aconsegueixen pujar a un tren i continuen el viatge, però la policia ho sap i planeja interceptar-lo. En Yeray escull seguir sol i abandona el grup convençut que li anirà millor.                                                                 |                                                                 |            |                 |                         |
| 6 | «Herir a los que amaste es incumplir tus propias promesas»      | Roger Gual | Albert Espinosa | 12 de febrer de 2021    |
| En Mickey, en Lucas i la Guada avancen per la carretera fent autoestop. La Guada està preocupada per en Yeray però en Mickey prefereix deixar-ho passar. El grup està a punt de rendir-se quan són rescatats per Verena al seu camió.                       |                                                                 |            |                 |                         |
| 7 | «No tengas miedo de ser la persona en la que te has convertido» | Roger Gual | Albert Espinosa | 12 de febrer de 2021    |
| El grup aconsegueix arribar a Ischia, però, quan arriben, l'Izan els està esperant. Estan sorpresos, però en Lucas fa d'intermediari i arriben a un acord. Tot i que hi desconfien, els nois l'accepten.                                                    |                                                                 |            |                 |                         |

## Producció
El 18 de setembre de 2019, Movistar+ va anunciar que estaven desenvolupat Los espabilados, una sèrie que Albert Espinosa, el creador i guionista de la sèrie catalana Polseres vermelles de TV3, va desenvolupar per a la plataforma, a partir de la seva novel·la El que et diré quan torni a veure. El 5 de novembre de 2019, es va anunciar que Miki Esparbé estaria en el repartiment de la sèrie, i al desembre d'aquell any, es va anunciar que els protagonistes serien els desconeguts Álvaro Requena, Marco Sanz, Sara Manzano, Aitor Valadés i Héctor Pérez. Els set capítols que compon la sèrie van ser escrits per Espinosa i dirigits per Roger Gual.
El rodatge de la sèrie va començar el 14 d'octubre del 2019 a Barcelona. Altres llocs de rodatge inclouen l'illa de Menorca, l'illa d'Ischia o la ciutat francesa de Ceret.
El 15 de desembre del 2020, Albert Espinosa va confirmar que ja tenia escrit el guió d'una segona i última temporada, a costa que Movistar+ en confirmi la renovació.

## Llançament

### Estrena
El 16 d'octubre de 2020, Movistar+ va anunciar que la sèrie s'estrenaria a la plataforma i al seu canal principal, #0, el gener de 2021.

### Màrqueting
El 13 d'octubre de 2020, la revista nord-americana Variety va citar Los espabilados com una de les 15 sèries més anticipades del festival de MIPCOM, i era l'única sèrie espanyola a aparèixer entre les esmentades. El 3 de novembre del 2020, Movistar+ va treure el primer cartell promocional de la sèrie.
El 4 de gener del 2021, Movistar+, va llançar el tràiler promocional de la sèrie a les seves xarxes socials.